# Эмилианополис
Эмилианополис (порт. Emilianópolis)  —  муниципалитет в Бразилии, входит в штат Сан-Паулу. Составная часть мезорегиона Президенти-Пруденти. Входит в экономико-статистический  микрорегион Президенти-Пруденти. Население составляет 2886 человек на 2006 год. Занимает площадь 223,311 км². Плотность населения — 12,9 чел./км².

## Статистика
- Валовой внутренний продукт на 2003 составляет 21.508.555,00 реалов (данные: Бразильский институт географии и статистики).
- Валовой внутренний продукт на душу населения на 2003 составляет 7.444,98 реалов (данные: Бразильский институт географии и статистики).
- Индекс развития человеческого потенциала на 2000 составляет 0,751 (данные: Программа развития ООН).